# Refugio de Lizara
El Refugio de Lizara es un refugio de montaña situado a 1.540 m de altitud en el término municipal de Aragüés del Puerto, en el Valle de Aragüés-Jasa en el Parque natural de los Valles Occidentales, en la comarca de Jacetania, en la plana de Lizara a los pies de la cumbre del Bisaurín. 
Administrativamente está situado dentro del término municipal de Aragües del Puerto, en la comarca del La Jacetania, en la provincia de Huesca en la Comunidad Autónoma de Aragón (España).
Está guardado todo el año, y de noviembre a mayo y los fines de semana y puentes. Dispone de 75 plazas en litera, así como servicio de comidas, duchas y lavabos, agua caliente, calefacción, mantas, taquillas, calzado de descanso, enfermería y aula polivalente. 
Es propiedad de la Mancomunidad Forestal de Aragüés del Puerto y Jasa y fue inaugurado el 1989. Se accede en coches hasta el propio refugio o andando 3 horas desde el refugio de Gabardito. Desde 2004 dispone del certificado ISO 14001 por el modelo de gestión ambiental y las campañas de sensibilización medioambiental.

## Actividades
Es punto de partida para muchos excursionistas, a la cumbre del Bisaurín, practicar senderismo por el GR 11 y por la ruta de trekking de La Senda de Camille, también se puede practicar esquí de fondo en invierno.